# 日本越洋航空
日本越洋航空（日語：日本トランスオーシャン航空，簡稱）是一間以日本沖繩縣那霸市為基地的航空公司，以那霸機場為其樞紐。
公司組成包括日本航空集團，沖繩縣政府，以及第三方私人企業。

## 歷史
1958年，那霸與鄰近島嶼的機場，包括宮古島以及石垣島，在美軍接管日本下於沖繩縣成立琉球航空。於1967年6月20日，琉球航空由日本航空出資成立當時稱為日本南西航空（英語：Southwest Air Lines），並於同年7月開始營運，直至1993年7月才改成現時日本越洋航空的名稱。初期日本越洋航空以康維爾240營運，直到母公司日本航空提供資金，允許其升級為YS-11，最後波音737。當日航飛機設備發生故障時，日本越洋航空會出借飛機予日航。日本越洋航空亦為日航集團旗下的波音737-400提供維修。日本越洋航空擁有琉球空中通勤69.8%的股權。

## 航線

### 目前航線

#### 國內航線
- 沖繩/那霸-東京/羽田（夏季季節航班，僅限前往東京方向[注 1]）※、小松機場、名古屋/中部、大阪/關西、岡山、福岡、久米島、宮古/宮古島、石垣島
- 宮古/宮古島-東京/羽田※、名古屋/中部（季節性運營，預計於 2025年4月6日停止運營）、大阪/關西（季性航班）
- 石垣-東京/羽田※、名古屋/中部（季節性運營，預計於 2025年4月6日停止運營）、大阪/關西
- 久米島-東京/羽田（夏季季節性航班，從久米島機場出發航班票價由那霸機場）※
- 東京/羽田-小松※

※ 此航程由日本航空（JAL）承運，以JAL航班名義營運。

### 預計開航航線

#### 國際航線
- 沖繩/那霸-台北/桃園
  - 預計2025年度內開通，為該公司首條定期國際線[1]

## 過去的營運航線
包含已轉移至集團旗下公司之航線
- 沖繩/那霸-福島、富山、名古屋/小牧、神戶、松山、高知、北九州、大分、與論、伊江島、南大東（舊）、北大東、粟國、下地島機場
- 宮古-大阪/伊丹、大阪/關西（以上航線僅以石垣為中途經停點單程運行）、石垣、多良間
- 石垣-大阪/伊丹（石垣出發經由宮古）、神戶（石垣出發經由那霸）、多良間、波照間、與那國
- 名古屋/小牧-山形

## 機隊
截至2025年8月，日本越洋航空平均機齡8.4年，機隊如下：

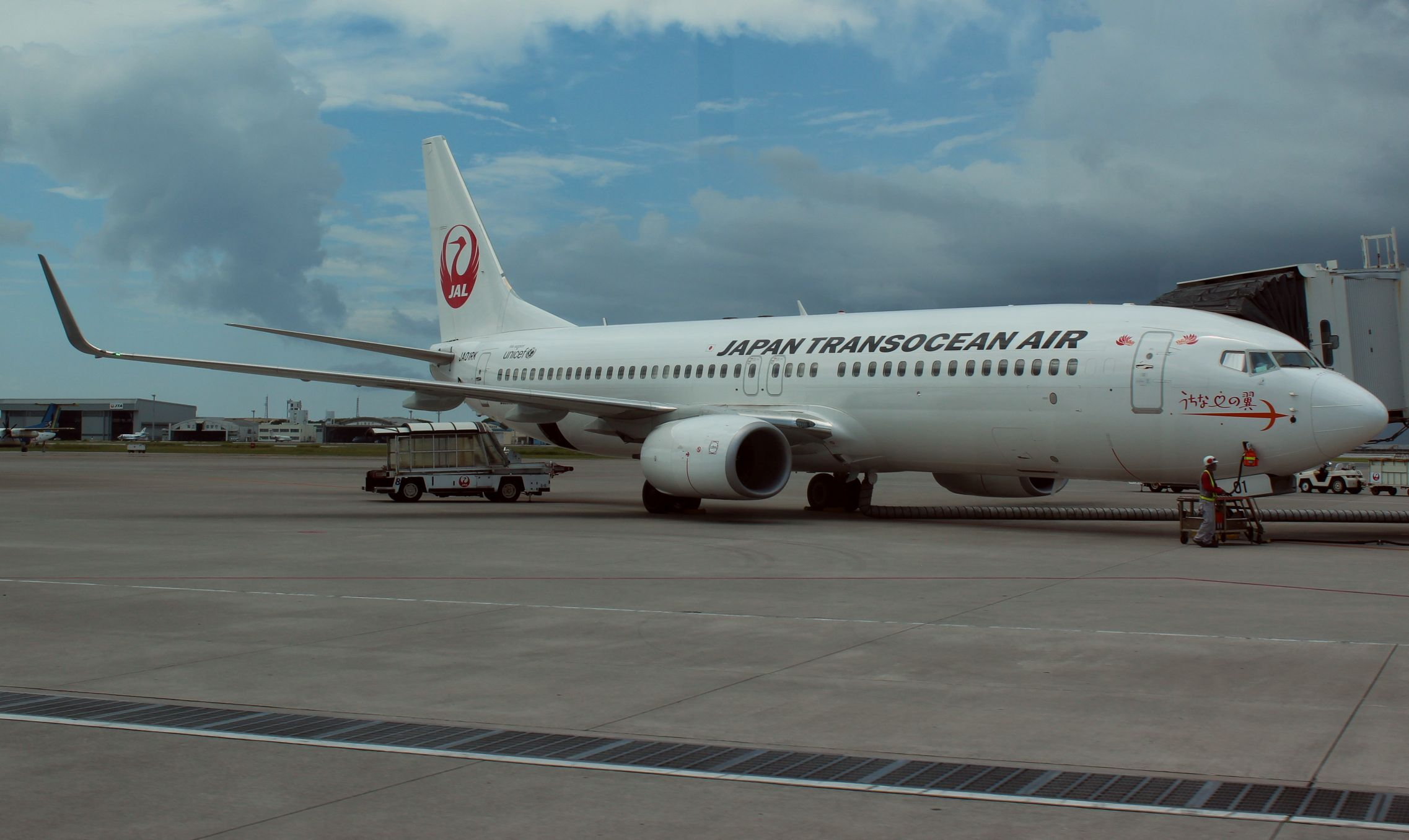
波音737-8Q3
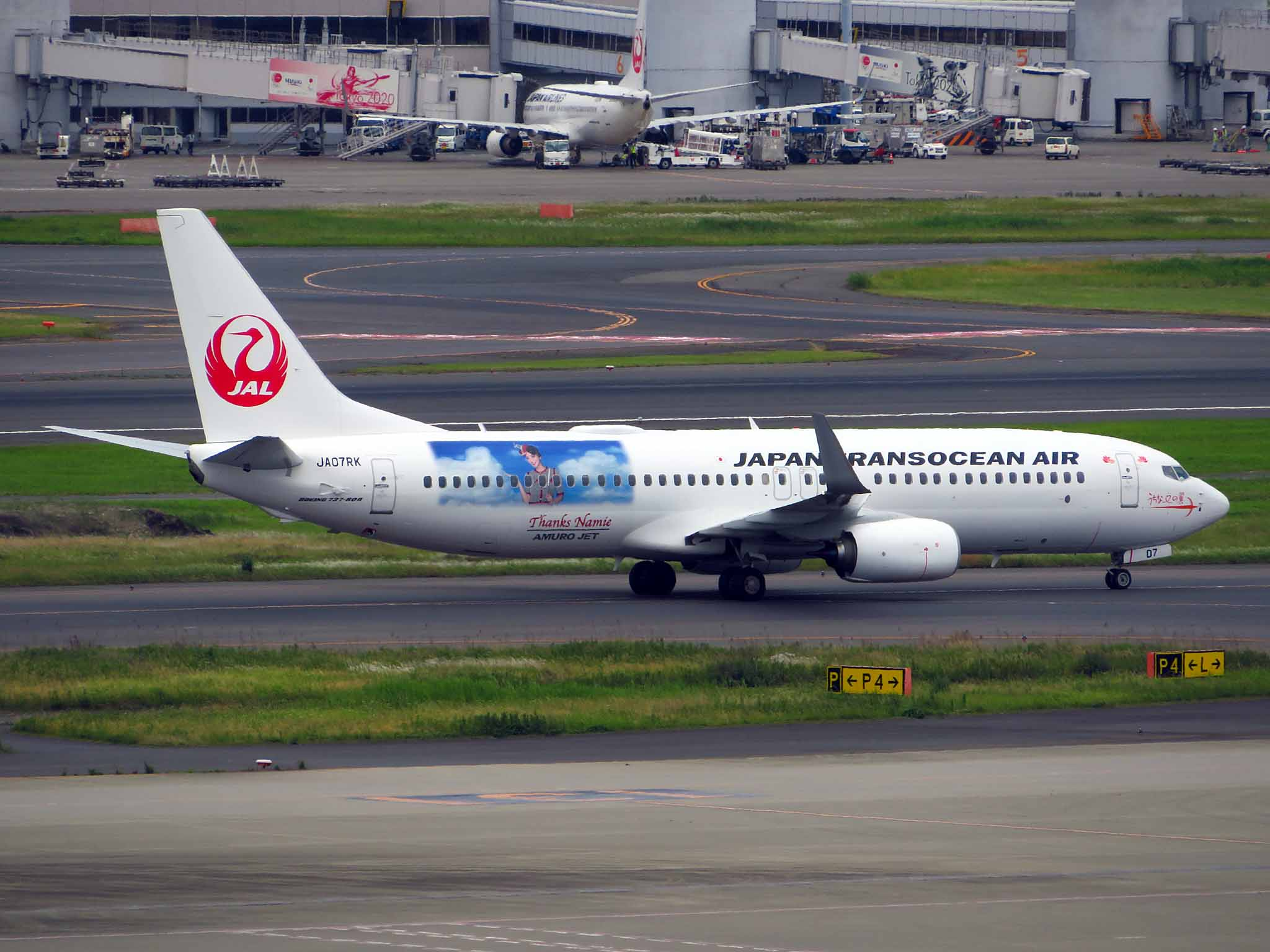
波音737-8Q3

## 過去使用的飛機

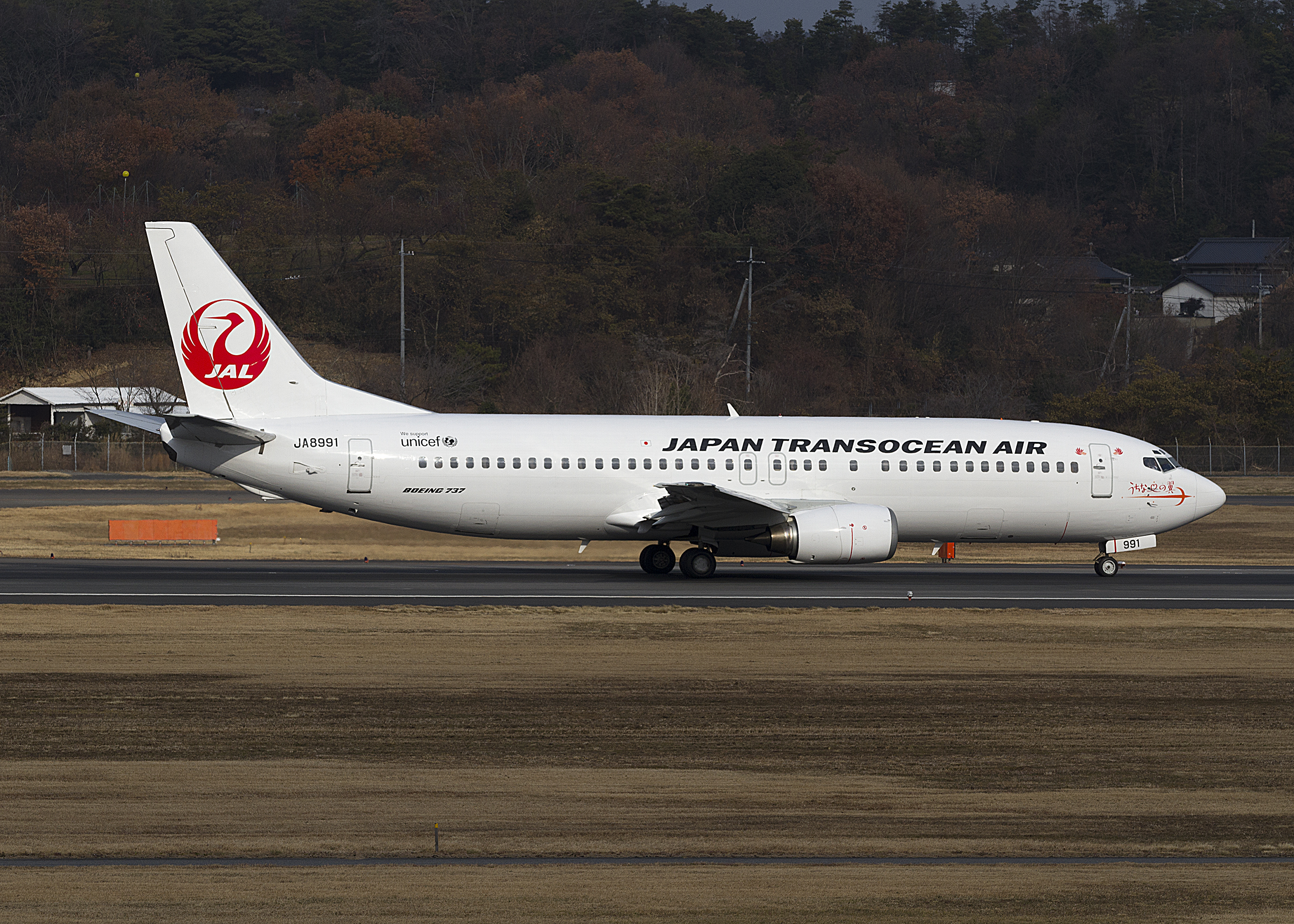
波音737-446
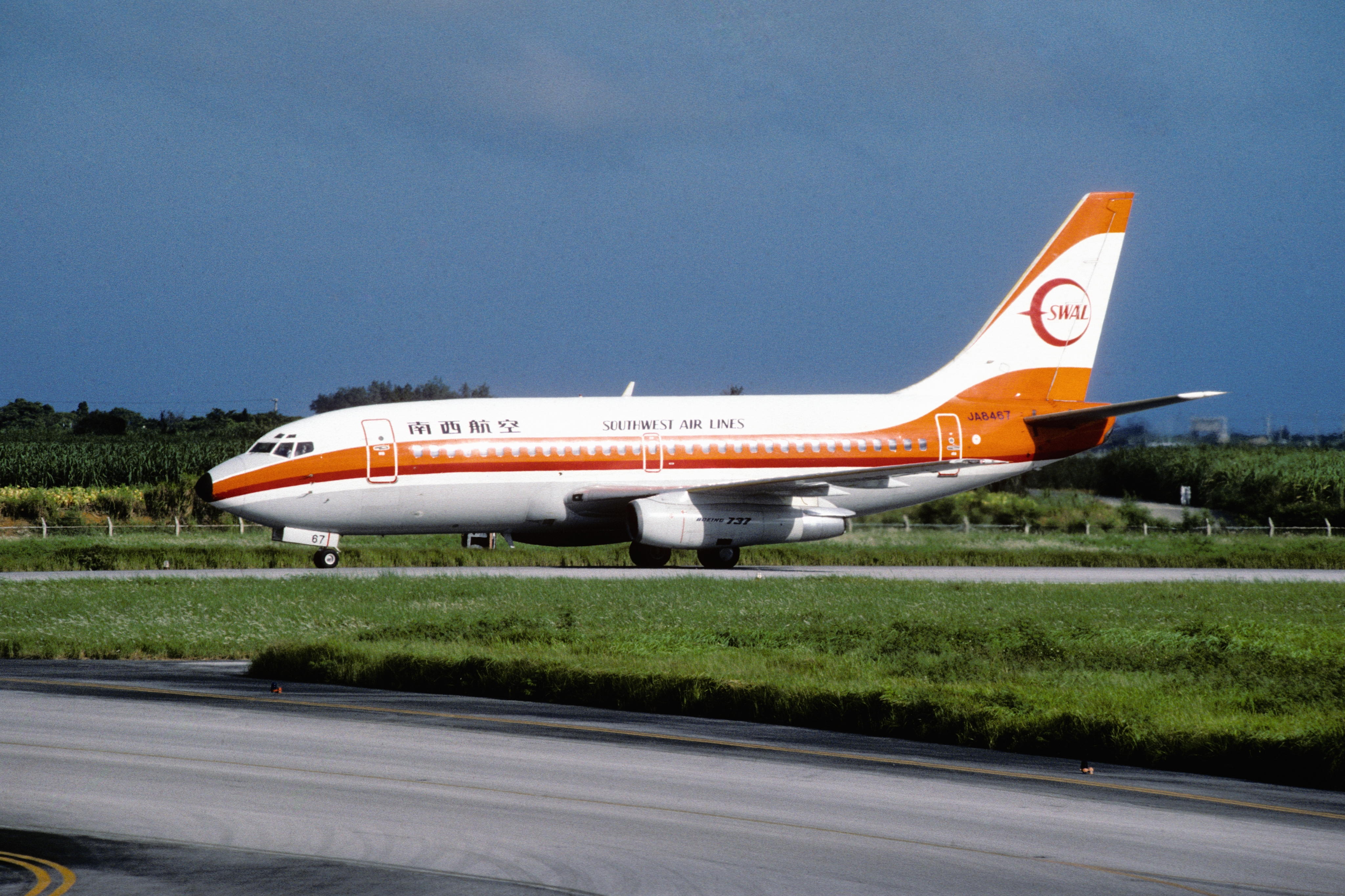
南西航空波音737-2Q3

## 外部連結
- 日本越洋航空 （页面存档备份，存于）（日語）